# Pedicellinidae
Pedicellinidae — родина внутрішньопорошицевих тварин.

## Опис
Це осілі колоніальні тварини, які мешкають у морі. Від інших представників типу їх відрізняє стрижень, повністю відокремлений від чашечки сполучнотканинною перегородкою.

## Роди
- Brachionis  Pallas, 1774
- Crinomorpha  van Beneden, 1844
- Loxosomatoides  Annandale, 1908
- Myosoma  Robertson, 1900
- Pedicellina  Sars, 1835
- Sangavella  Marcus, 1957